# Jobst av Mähren

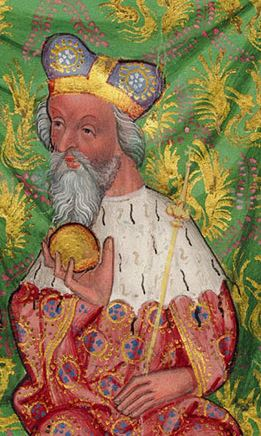
Jobst av Mähren.

Jobst av Mähren, av huset Luxemburg, född 1351 och död 1411, var en hertig av Mähren, kurfurste av Brandenburg och tysk-romersk kung.
Jobst var son till Johan Henrik av Luxemburg och Elisabeth von Troppau. Han innehade Mähren som medlem av luxemburgska huset, fick 1383 Luxemburg i pant av sin kusin kejsar Wenzel och erhöll 1388, som tack för det bistånd han skänkt Wenzels bror Sigismund av Ungern, även Brandenburg, varigenom han blev kurfurste. 1394 lyckades han genom en sammansvärjning få Wenzel i sitt våld och antog titel av riksföreståndare men hade ej vidare framgång med sina planer. Hans syfte var dock att vinna kejsartronen, och 1410 lyckades han bli vald till tysk-romersk kung, men dog kort därefter.